# Luca Madonia
Luca Madonia (Catania, 4 giugno 1957) è un cantautore e chitarrista italiano.

## Biografia
Dopo le prime esperienze musicali in gruppi che si rifanno alla scena new wave inglese della fine degli anni settanta, assieme al fratello Gabriele, a Toni Carbone e a Mario Venuti inizia - nel 1982 - l'avventura dei Denovo un gruppo che propone musica italiana post cantautorale, frutto di una lettura melodica e mediterranea delle influenze pop rock anglosassoni. Il sodalizio artistico tra i quattro dura meno di un decennio; nel 1990, con all'attivo quattro album, un EP, centinaia di concerti e consensi di pubblico e critica, il gruppo si scioglie e Madonia intraprende la carriera solista.
Incide così i primi lavori a suo nome: prima Passioni e manie (1991), poi Bambolina (1993) e Moto perpetuo (1994).
Nel 1996, raccogliendo l'invito di Francesco Virlinzi partecipa, insieme ad altri amici e colleghi (tra cui Mario Venuti ispiratore del progetto, Carmen Consoli, Kaballà, Brando e molti altri) al progetto Battiato non Battiato, interpretando Summer on a solitary beach. Nel 1997 Luca Madonia e gli altri componenti dei Denovo tornano a calcare insieme i palcoscenici siciliani con un mini-tour (in tutto quattro date) che raccoglie notevoli consensi di pubblico senza peraltro convincere i quattro ad affrontare nuove prove musicali in gruppo.
L'album Vulnerabile, uscito nel 2006, contiene la cover di un classico dei Moody Blues: Nights in White Satin, Tu sei diversa - scritta per Gianni Morandi - Vittima Perfetta e Quello che non so di te che vede la partecipazione straordinaria di Franco Battiato.
Nel 2008 esce Parole contro Parole, un'antologia della musica di Luca (dai Denovo ad oggi) in diciassette brani, attraverso una rilettura di quelli più famosi, rivisitati e reinterpretati, con l'aggiunta di due brani inediti (Parole contro Parole e Il vento dell'età in duetto con Carmen Consoli) e due 'cover' (Blackbird dei Beatles e Summer on a solitary beach di Franco Battiato, già incisa precedentemente per l'album tributo Battiato non Battiato). All'interno del CD è presente anche un vecchio duetto con Franco Battiato (in Quello che non so di te) dal precedente album di inediti. Il 20 dicembre 2010 viene ufficializzata la sua partecipazione al Festival di Sanremo 2011 con il brano L'alieno, con la partecipazione di Franco Battiato con il quale si classifica al 5º posto. Nel febbraio del 2021 Luca Madonia, in qualità di ospite, interpreta “Senza paracadute”, canzone scritta da Raffaele Andrea Viscuso e eponima dell’omonimo disco di Giovanna D’Angi. All’interno del videoclip oltre Madonia e la D’Angi in qualità di interpreti, anche l’attore Bruno Torrisi ed il presentatore Salvo La Rosa. L'11 ottobre 2022 viene pubblicato Non mi basta, singolo che anticipa il nuovo album Stiamo tutti ben calmi (Musica Lavica Records).
Nel 2004 partecipa al lavoro dell'amico e giornalista-scrittore Jonathan Giustini: Tempi di libero rock, libro documentario dedicato alla storia dei Denovo e della Catania del rock. Al volume venne allegato un CD live, testimonianza della "reunion" del 1997.
Dopo questo evento vengono ristampati in CD Così fan tutti e Venuti Dalle Madonie a Cercar Carbone e riediti in digitale anche Unicanisai e Persuasione.
Nel 2008, insieme a Toni Carbone, è ospite di Mario Venuti al Festival di Sanremo; nell'ambito della serata dedicata ai duetti, i tre eseguono il brano con cui Venuti partecipa alla manifestazione (A ferro e fuoco).
Negli ultimi anni ha collaborato con vari interpreti e musicisti italiani, tra cui Andrea Mirò, per la quale partecipa alla scrittura di È solo amore, Patty Pravo, per cui scrive Baby blue, Gianni Morandi (Tu sei diversa), Eugenio Finardi (Vorrei svegliarti). Inoltre viene invitato a partecipare come voce nei lavori di alcuni artisti corregionali quali Kaballà (in Astratti fuori), l'amico Mario Venuti (nell'album consacrazione del 1998, Mai come ieri), gli emergenti Caftua (in Sotto il Vulcano), e Grazia Di Michele (in Naturale, del 2002); insieme a Franco Battiato ha inciso nell'ultimo lavoro il brano Quello che non so di te.
Nell'ottobre 2017 canta in  "Si dimentica", brano del cantautore Defolk, vero nome di Vincent Migliorisi, produttore e musicista siciliano, conosciuto anche per essere stato chitarrista del conterraneo Colapesce. Nella primavera del 2020 esce il singolo, tratto dall'album La Piramide, "Io che non ho sognato mai", scritto insieme al collega Morgan. Nel 2021 interpreta Senza paracadute con Giovanna D'Angi.

## Discografia

### Solista

#### Album in studio
- 1991 - Passioni e manie
- 1993 - Bambolina
- 1994 - Moto perpetuo
- 2002 - La consuetudine
- 2006 - Vulnerabile
- 2008 - Parole contro parole
- 2011 - L'alieno
- 2015 - La monotonia dei giorni
- 2017 - Il tempo è dalla mia parte
- 2019 - La piramide

#### Raccolte
- 2004 - L'essenziale

#### EP
- 2000 - Solo
- 2003 - Cinque minuti e poi

#### Singoli
- 1994 - Moto perpetuo
- 2002 - La consuetudine
- 2003 - 5 minuti e poi
- 2006 - Quello che non so di te
- 2011 - L'alieno (con Franco Battiato)
- 2015 - La monotonia dei giorni
- 2022 - Non mi basta

#### Collaborazioni
- 1997 - Caftua Sotto il vulcano, nel brano Come mai
- 2001 - Grazia Di Michele Naturale, nel brano Batticuore
- 2012 - Valentino Corvino Anestesia totale, nel brano L'esondazione con Franco Battiato
- 2017 - Defolk Bisolare, nel brano Si dimentica
- 2020 - Daniele Guastella Homaj, nel brano Eroi
- 2021 - Giovanna D'Angi Senza paracadute, nel brano Senza paracadute

### Con i Denovo

#### Album in studio
- 1985 - Unicanisai
- 1987 - Persuasione
- 1988 - Così fan tutti
- 1989 - Venuti dalle Madonie a cercar Carbone
- 2014 - Kamikaze Bohemien

#### Album dal vivo
- 2004 - Denovo Live

#### EP
- 1984 - Niente insetti su Wilma